# Пржевальский, Николай Михайлович
Никола́й Миха́йлович Пржева́льский (31 марта [12 апреля] 1839, село Кимборово, Смоленская губерния — 20 октября [1 ноября] 1888, Каракол) — российский путешественник, географ и натуралист, почётный член Русского географического общества. Генерального штаба генерал-майор (1886). Предпринял несколько экспедиций в Центральную Азию, во время которых изучил территорию Монголии, Северного Китая и Тибета. Брат адвоката Владимира и математика Евгения Пржевальских.

## Биография
Родился 12 апреля 1839 года в селе Кимборово Смоленского уезда Смоленской губернии, в имении своего деда по матери (с 1843 года новая усадьба рядом с Кимборово называлась Отрадное), в семье потомственного дворянина, отставного поручика Михаила Кузьмича Пржевальского (умер 27 октября [7 ноября] 1846). Мать — Елена Алексеевна, — дочь отставного коллежского регистратора Алексея Степановича Каретникова, родом из Тульской губернии, и его законной жены Ксении Ефимовны Демидовой, дочери тульского купца. Место, где было село Кимборово (Смоленская область), находится в четырёх километрах от ныне существующей деревни Мурыгино Починковского района Смоленской области. Здесь установлен мемориальный знак Н. М. Пржевальскому.
Пржевальские принадлежали к польскому шляхетскому роду герба Лук: «Серебряные Лук и Стрела, повёрнутые вверх на Красном Поле», дарованные за воинские подвиги в сражении с русскими войсками при взятии Полоцка армией Стефана Батория.
Основателем шляхетского рода Пржевальских был запорожский казак Корнила Анисимович Перевальский (Паровальский), поступивший на польскую службу и принявший фамилию «Пржевальский», он отличился в Ливонской войне. Леон Пржевальский подписал посполитое рушение 1698 г. в Витебском воеводстве ВКЛ. В XIX веке род расселился в Смоленской и Витебской губерниях. Дед Николая Михайловича воспитывался в иезуитской школе в Полоцке, однако, не кончив обучения, бежал и принял православие под именем Кузьмы Фомича.
Осенью 1849 года, выдержав экзамен, Николай Пржевальский был принят во 2-й класс Смоленской гражданской гимназии, полный курс которой окончил в 1855 году, с правом производства на первый гражданский чин (по собственному желанию, был освобождён от изучения в гимназии латинского языка).

### Служба в Русской императорской армии
В начале сентября 1855 года 16-летним юношей вступил в военную службу в Москве, в сводный запасный Рязанский полк вольноопределяющимся рядового звания, и в конце сентябре 1855 года был командирован в Белёв, в сводный запасный Белёвский полк. Через полгода, после прохождения в звании юнкера курса учебной (юнкерской) команды Белёвского полка, был удостоен унтер-офицерского звания, а 24 ноября 1856 года — произведён из подпрапорщиков в первый офицерский чин прапорщика пехоты, с переводом на службу в 28-й пехотный Полоцкий полк, дислоцированный в Белом, с 1860 года — в Кременце. В 1859 году Пржевальский был произведён в подпоручики.
В августе 1861 года, после интенсивной самоподготовки и успешной сдачи экзаменов, был зачислен в младший класс Николаевской академии Генерального штаба (г. Санкт-Петербург). В 1862 году, на втором (старшем, выпускном) курсе академии, написал статью на заданную тему «Военно-статистическое обозрение Приамурского края» (региона, вошедшего в состав Российской империи в 1858 году), в которой, после тщательного и добросовестного изучения источников, выдвинул смелый геополитический проект:

 Чтобы вполне воспользоваться выгодами, представляемыми бассейном Амура, нам необходимо владеть и важнейшим его притоком Сунгари, орошающим лучшую часть этого бассейна, и, кроме того, в своих верховьях близко подходящим к северным провинциям Китая. Заняв всю Маньчжурию, мы сделаемся ближайшим соседом этого государства и, уже не говоря о наших торговых сношениях, можем прочно утвердить здесь наше политическое влияние.
В мае 1863 года, в связи с начавшимися военными действиями в губерниях Царства Польского, добровольно согласился на досрочное окончание учёбы в Академии (по 2-му разряду, без экзаменов и без прохождения летней полевой практики по топографо-геодезической съёмке) и был отправлен в свой полк, в составе которого, в должности полкового адъютанта, принимал участие в подавлении польского восстания. В июне 1863 года был произведён в поручики.
С декабря 1864 по ноябрь 1866 года Николай Пржевальский был прикомандирован к Варшавскому пехотному юнкерскому училищу, оставаясь в списках 28-го пехотного Полоцкого полка, передислоцированного в Петроков. В училище был на должности дежурного (взводного) офицера, преподавал историю и географию. С 1864 года — действительный член Императорского Русского географического общества, читал публичные лекции по истории географических открытий. В марте 1865 года произведён в штабс-капитаны.
17 ноября 1866 года штабс-капитан Пржевальский был причислен к Генеральному штабу (оставаясь в списках 28-го пехотного Полоцкого полка), с назначением, для исполнения поручений, в Восточно-Сибирский военный округ.

#### Путешествия в Уссурийском крае (1867—1869)
В конце марта 1867 года Пржевальский прибыл в Иркутск, в штаб военного округа, и в начале мая того же года, исполняя должность обер-офицера для поручений при штабе Восточно-Сибирского военного округа, был назначен в командировку по статистическому описанию Уссурийского края с заданием от командования — провести инспекцию линейных батальонов и населённых мест, исследовать пути, ведущие к границе с Маньчжурией и Кореей, уточнить маршрутную топографическую карту, и, по поручению от Сибирского отдела географического общества, — провести комплекс географических исследований, включая описание флоры и фауны, собирание зоологической и ботанической коллекций. В помощники Пржевальскому был назначен 16-летний юноша, вольнонаёмный топограф штаба округа Николай Ягунов. С ним и с двумя казаками Пржевальский дошёл вверх по реке Уссури до казачьего посёлка Бу́ссе, потом — на озеро Ханка.
Командировка Пржевальского по изучению и статистическому описанию Уссурийского края длилась с 1 июля 1867 года по 1 января 1868 года. Для выполнения поставленных задач Пржевальский использовал силы и средства (военнослужащих и транспорт) местных линейных батальонов и казачьих станиц. Собранные коллекции отправлялись почтовыми посылками в Иркутск, затем в Санкт-Петербург, в Академию наук.
Январь 1868 года Пржевальский провёл в Хабаровке. В феврале-мае 1868 года, по собственной инициативе, изучал район озера Ханка, служащий транзитным пунктом во время перелёта птиц, и Южно-Уссурийский край, пройдя за три месяца 1060 вёрст (около 1100 км). Летом 1868 года принял участие в подавлении восстания хунхузов, незаконно добывающих золото в бассейне реки Сучан, исполняя обязанности начальника штаба задействованных армейских отрядов, затем производил разведку путей к морскому побережью.
Зиму 1868—1869 годов провёл в Николаевске, в штабе Управления войск Приморской области, занимаясь обработкой собранных коллекций и составлением описания Уссурийского края (впоследствии, по своим наблюдениям, написал сочинения «Об инородческом населении в южной части Приамурской области» и «Путешествие в Уссурийский край»).
Весной-летом 1869 года продолжал вести натурные наблюдения в бассейне озера Ханка, также — производил разведку новых путей сообщения в этих местах. Сопровождал генерал-адъютанта Сколкова во время его поездки по Уссурийскому краю. За выслугу лет был произведён в капитаны.
5 октября 1869 года капитан Пржевальский был переведён в Генеральный штаб штабс-капитаном (со старшинством в чине с 26.01.1869), с назначением на должность старшего адъютанта в Управлении войск Приморской области.
В октябре 1869 года Пржевальский прибыл в Иркутск, в штаб округа, где, на заседании Сибирского отдела русского географического общества, ознакомил присутствующих (среди которых был и генерал-губернатор Корсаков) с результатами своих исследований. Затем выехал в Санкт-Петербург. Со 2 сентября 1869 по 2 июля 1870 года штабс-капитан Пржевальский числился в отпуске.
В январе 1870 года прибыл в Санкт-Петербург и в марте-апреле того же года на собраниях Императорского географического общества выступил с рядом сообщений о населении и природных условиях Уссурийского края. При этом выразил желание отправиться в северные окраины Китая, преимущественно в малоизвестные области верхнего течения Жёлтой реки (Хуанхэ), и провести там комплексные исследования, включая этнографические. Члены Совета географического общества поддержали Пржевальского и 20 июля 1870 года было получено Высочайшее Повеление о командировании старшего адъютанта Управления войск Приморской области, Генерального штаба штабс-капитана Пржевальского на три года в Северный Китай и Монголию. На время командировки в помощники Пржевальскому был назначен (по взаимному согласию) подпоручик 31-го пехотного Алексопольского полка Михаил Пыльцов, — выпускник Варшавского пехотного юнкерского училища, бывший ученик Пржевальского. Экспедиция Пржевальского в Центральную Азию финансировалась как Военным министерством, так и Географическим обществом, однако объём финансирования был минимальным, — денег едва хватало.

#### Первое путешествие в Центральную Азию (1871—1873)

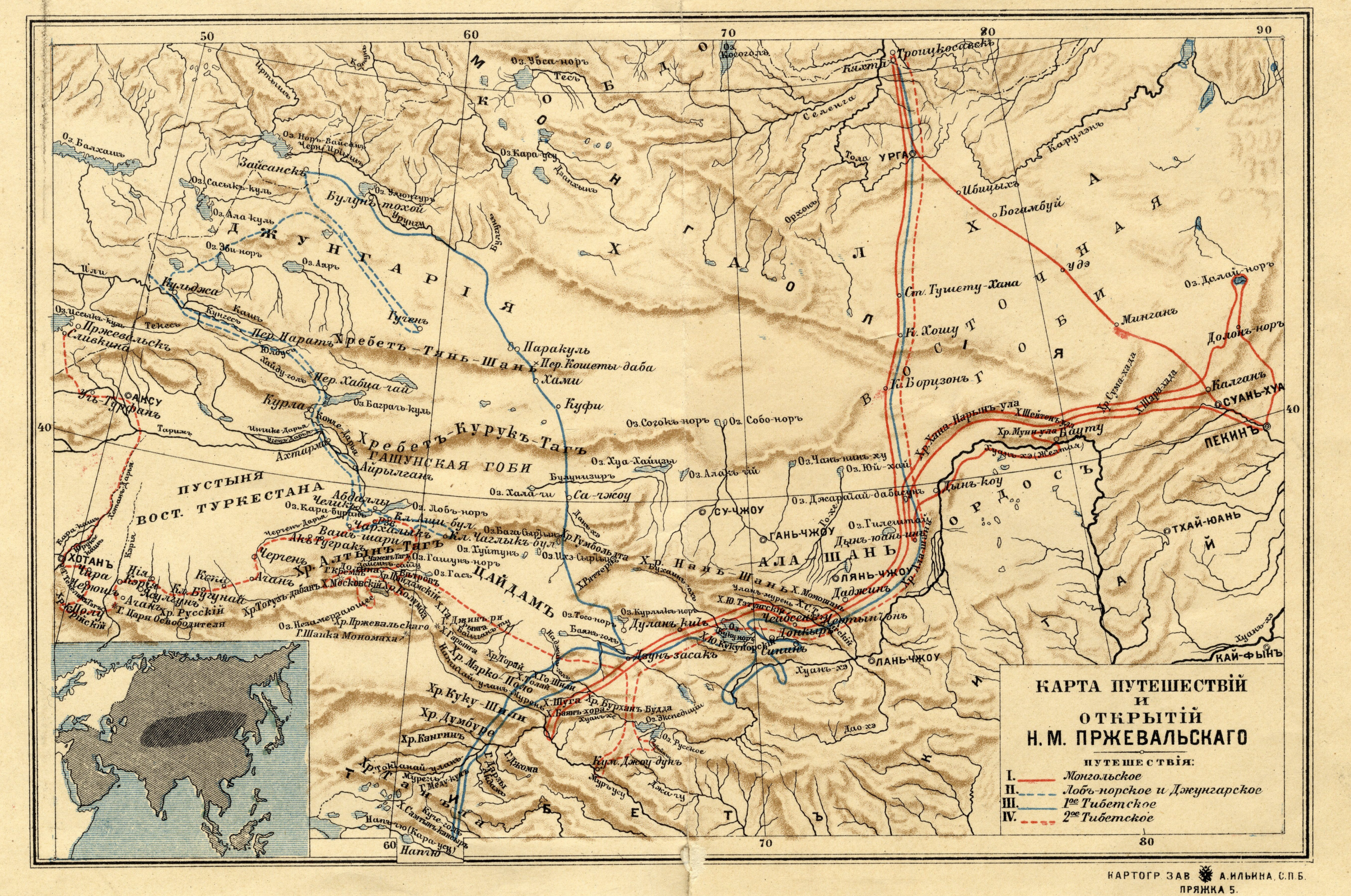
Карта путешествий и открытий Н. М. Пржевальского в Центральной Азии (1891 год).

Выехав в середине августа 1870 года из Санкт-Петербурга, Пржевальский и Пыльцов, через Москву, Тюмень, Иркутск, Кяхту, Ургу, Калган, в начале января 1871 года прибыли в столицу Китая Пекин и поселились в русском посольском доме. В Пекине командированные подготовились к путешествию — закупили верблюдов, огнестрельное оружие, патроны, прочее необходимое снаряжение, а также — товары для перепродажи местному населению, и, получив от китайского правительства паспорт на путешествие, 25 февраля 1871 года, с двумя казаками, выступили в путь.
Отряд Пржевальского двинулся к северному берегу озера Далай-Нур, потом, отдохнув в Калгане, исследовал хребты Сума-Ходи и Инь-Шань, а также течение Жёлтой реки (Хуанхэ), показав, что она не имеет разветвления, как думали прежде на основании китайских источников; пройдя через пустыню Ала-Шань и Алашанские горы, он вернулся в Калган, проделав за 10 месяцев путь в 3500 вёрст (около 3700 километров). На всём протяжении маршрута, проходившего большей частью по безлюдной, пустынной и горной местности с плохим климатом, Пржевальский проводил глазомерную съёмку местности с инструментальным определением географических координат и абсолютных высот в отдельных характерных пунктах. Местное население относилось к путешественникам подозрительно и недружелюбно.
В марте 1871 года Пржевальский был произведён в капитаны Генерального штаба (с 20 июля 1870 года он состоял по Генеральному штабу, находясь в служебной командировке).
В феврале 1872 года Пржевальский прибыл из Калгана в Пекин. Благодаря покровительству и активной поддержке русского посланника в Китае генерала Влангали, финансирование экспедиции было увеличено. После закупки всего необходимого и получения от китайского правительства паспорта на посещение провинции Гань-Су, Куку-Нор и Тибета, Пржевальский в конце февраля 1872 года возвратился в Калган.
В начале марта 1872 года экспедиционный отряд Пржевальского численностью, как и прежде, 4 человека (при необходимости, из числа местного населения нанимались работники — погонщики верблюдов, проводник, переводчик) двинулся к озеру Куку-Нор, намереваясь проникнуть на Тибетское нагорье, затем через пустыню Цайдам он вышел к верховью Голубой реки (Мур-Усу). После подавления дунганского восстания в этих местах было неспокойно, — продолжали действовать многочисленные разбойничьи шайки, которые, однако, не решались нападать на экспедиционный отряд Пржевальского. В сентябре 1873 года, после неудачной попытки пройти Тибет через центральную часть пустыни Гоби, Пржевальский возвратился через Ургу в Кяхту.
За три года командировки Пржевальский прошёл 11 100 вёрст (около 11 700 км), причём 5 300 вёрст были сняты глазомерно буссолью, что стало основой для топографической карты обширного пространства в Центральной Азии (до верховьев Голубой реки). Инструментальные съёмки местности впервые дали ясное понятие о гидрографической сети Кукунорской области, о высотах Тибетского нагорья над уровнем моря. Кроме того, в нескольких пунктах были сделаны определения магнитного отклонения и горизонтального напряжения земного магнетизма. Ежедневно четыре раза проводились метеорологические наблюдения. Проводились этнографические исследования. Были собраны большие зоологические (около 1000 экземпляров) и ботанические (более 500 видов растений) коллекции (зоологические коллекции были отправлены в Иркутск, затем в Санкт-Петербург, ботанические — в С.-Петербург, в Императорский ботанический сад).
В начале октября 1873 года Пржевальский прибыл в Иркутск, где находился до конца ноября того же года. Здесь он составил и отправил в Главный штаб рапорта с изложением тогдашнего состояния Китая и сведений относительно восстания мусульман в Западном Китае. Раз в неделю читал публичные лекции в городском благородном собрании. По материалам своего трёхлетнего путешествия начал писать книгу «Монголия и страна тангутов».
В конце декабря 1873 года Пржевальский прибыл в Москву, через четыре дня — в Смоленск, в начале января 1874 года — в Санкт-Петербург. В Военном министерстве Пржевальского встретили торжественно и по достоинству оценили его труд. Ему и Пыльцову были назначены дополнительные денежные выплаты и пожизненные пенсии, оба были повышены в чинах. Пржевальский в марте 1874 года был произведён из капитанов в подполковники Генерального штаба и прикомандирован к Главному штабу Русской императорской армии. Принадлежавшая лично Пржевальскому зоологическая коллекция была закуплена для музея Императорской Академии наук по высокой цене за средства государственного казначейства. Изучением и систематизацией ботанических и зоологических коллекций Пржевальского занялись видные учёные Санкт-Петербурга. Географическое общество согласилось за свой счёт, в течение четырёх ближайших лет, подготовить к изданию записки Пржевальского о его путешествии в Центральную Азию.
Уладив все организационные вопросы, в начале мая 1874 года Пржевальский отбыл из Санкт-Петербурга в своё имение Отрадное, где отдыхал и работал над записками о путешествии. В середине сентября 1874 года приехал в Санкт-Петербург. Работал над изданием первой книги «Монголия и страна тангутов, трёхлетнее путешествие в восточной нагорной Азии. Т. I», опубликованной в начале января 1875 года. Вскоре книга была переведена на английский, французский и немецкий языки. Её автор стал известен в научных кругах многих европейских стран. В 1875 году Пржевальский работал над вторым томом книги, отдыхал в Отрадном, готовился к очередному путешествию. Купив 150 акций, стал акционером Одесской железной дороги.

#### Второе путешествие в Центральную Азию (1876—1877)
14 января 1876 года Пржевальский представил в Императорское русское географическое общество записку с планом будущего путешествия и с расчётом его стоимости. После положительного отзыва Совета Географического общества, Главного штаба и Военного министерства, Министерства иностранных дел, Государь Император 5 марта 1876 года соизволил на отпуск Министерством финансов испрашиваемых денежных средств. В экспедицию, себе в помощники, Пржевальский пригласил прапорщика 142-го пехотного Звенигородского полка Евграфа Повало-Швыйковского, сына соседки по имению, и вольноопределяющегося 7-го гренадерского Самогитского полка Фёдора Эклона, сына одного из служащих при музее Академии наук. 15 марта того же года было получено Высочайшее разрешение на командирование на два года в Центральную Азию подполковника Генерального штаба Пржевальского и его помощников. Кроме того, в распоряжение Пржевальского было разрешено назначать 3 казака Забайкальского казачьего войска и 4-5 казаков Семиреченского казачьего войска.
В конце апреля 1876 года Пржевальский выехал из Отрадного и через Москву, Нижний Новгород, Пермь (где пополнил запасы), Омск, Семипалатинск, Алтын, Верный, в конце июля прибыл в Кульджу. В августе 1876 года был получен паспорт от Китайского правительства на проход в Тибет, однако без гарантий безопасности путешественников из-за наличия в этих местах инсургентов.
Из Кульджи экспедиция отправилась в долину реки Или, через Тянь-Шань и реку Тарим — к озеру Лоб-Нор, южнее которого ими был изучен хребет Алтын-Таг (в сентябре 1876 года прапорщик Повало-Швыйковский, за ненадлежащее исполнение приказаний, был исключён из состава экспедиции и отправлен Пржевальским в Россию). Приставленные местным ханом, правителем города Курла, чиновники, сопровождавшие экспедицию, всячески мешали проведению научных исследований. По распоряжению местных властей, население скрывалось от путешественников и обманывало их во всём; узнать что-нибудь о стране было почти невозможно. Тем не менее, исследования Пржевальского дали много интересного науке, в особенности — его съёмки местности и астрономические определения.
Весну 1877 года путешественники провели на Лоб-Норе, наблюдая за перелётом птиц и занимаясь орнитологическими и этнографическими исследованиями, а потом через Курлу и Юлдус, в начале июля 1877 года, вернулись в Кульджу. 27 марта 1877 года Пржевальский был произведён, «за отличия…», из подполковников в полковники Генерального штаба.
В Кульдже Николай Михайлович писал отчёт о своём путешествии и, разобрав и упаковав собранную коллекцию, отправил её в Санкт-Петербург. Подготовил и отправил в Главный штаб донесение с весьма важной запиской о современном положении Восточного Туркестана и, в связи с начавшейся русско-турецкой войной, прошение о назначении его в ряды действующей армии, на что из Главного штаба был получен ответ, что в действующей армии офицеров достаточно, а служба его в Туркестане будет более полезной.
Узнав, что англичане планируют экспедицию в столицу Тибета Лхасу с целью развития торговли между Индией и Тибетом, Пржевальский решил их опередить с посещением Лхасы и не допустить усиления влияния англичан на Далай-Ламу. 28 августа 1877 года отряд Пржевальского, состоящий из 8 человек (Пржевальский, Эклон, 4 забайкальских казака и 2 солдата 10-го Туркѳстанского линейного батальона), верхом на верблюдах выступил из Кульджи в направлении Гучэна, куда и прибыл в начале ноября, однако, из-за острого кожного заболевания (дерматита) большинства путешественников, в том числе Пржевальского, отряд вынужден был к концу декабря вернуться в Зайсан на лечение, в надежде весной следующего года продолжить путешествие. Однако в марте 1878 года было получено предписание командования о приостановлении экспедиции в Тибет и в конце мая того же года Пржевальский прибыл в Петербург.
В июле-октябре 1878 года Пржевальский был в отпуске, лечился и отдыхал в своём имении. Работал над книгой «От Кульджи за Тянь-Шань и на Лоб-Нор», которая вскоре была опубликована и переведена на английский и немецкий языки. Читал публичные лекции о путешествии. Поскольку полученные результаты наблюдений по Лоб-Нору во многом отличались от имевшихся ранее, в научных кругах возникало множество вопросов, на которые автору приходилось аргументированно отвечать. Готовился к предстоящему путешествию.
14 декабря 1878 года последовало очередное Высочайшее разрешение на командирование полковника Генерального штаба Пржевальского, его помощников — прапорщиков Эклона и Роборовского, четырёх казаков и трёх солдат, в Тибет на два года.

#### Третье путешествие в Центральную Азию (1879—1880)

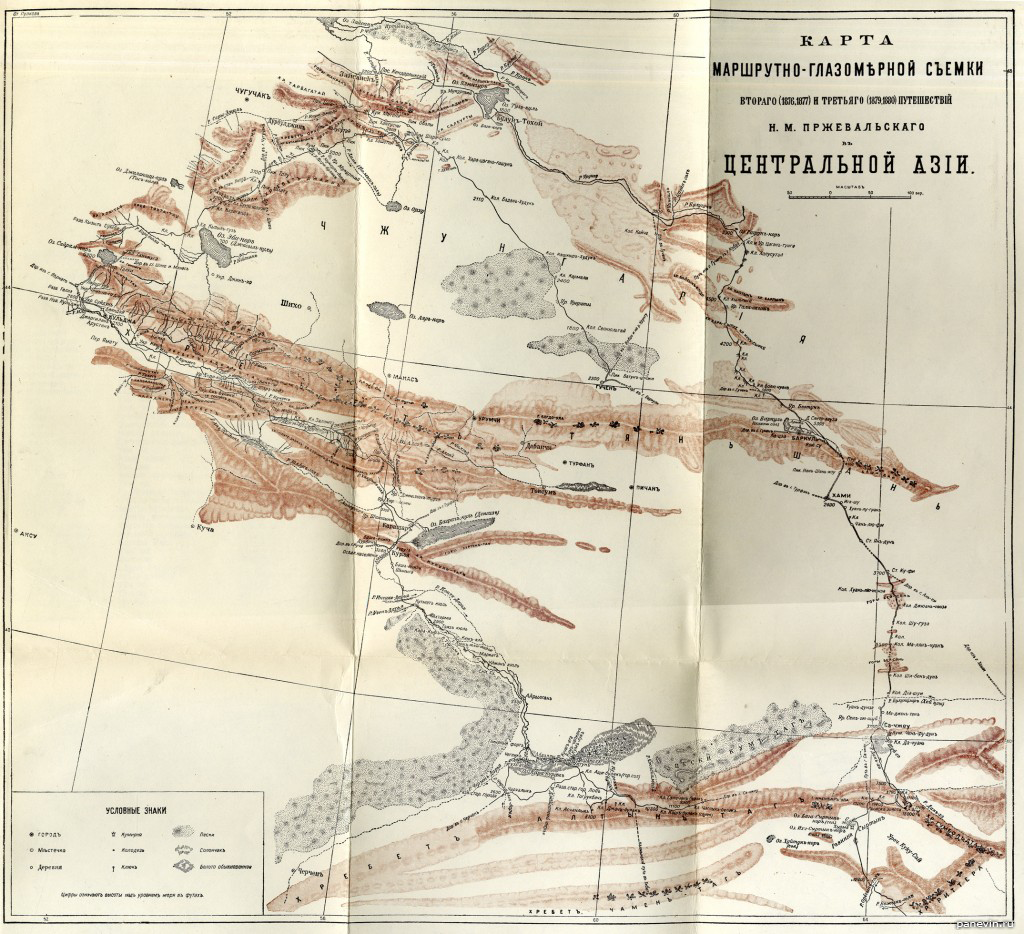
Карта маршрутно-глазомерной съёмки второго
(1876—1877) и третьего (1879—1880) путешествий
Н. М. Пржевальского по Центральной Азии (1883 год).

20 января 1879 года Пржевальский со своими спутниками — Эклоном, Роборовским, унтер-офицером Егоровым и ефрейтором Румянцевым — выехали из Санкт-Петербурга и через Москву, Оренбург, Омск, Семипалатинск в конце февраля 1879 года прибыли в Зайсан. Китайское правительство, официально не возражая против путешествия, фактически не желало допустить европейцев в Тибет; безопасность и помощь путешественникам не гарантировалась.
В марте 1879 года Пржевальский выступил из Зайсана во главе хорошо вооружённого отряда из 14 человек, включая двух работников, проводника и переводчика из местных. По реке Урунгу, через оазис Хами и пустыню — в оазис Са-Чжеу, через хребты Нань-Шаня — в Тибет, вышел в долину Голубой реки (Мур-Усу). В Хами Пржевальский был приглашён на приём к китайскому губернатору, — на банкетах у губернатора, общаясь с местными чиновниками и военными, собрал важные сведения об этом регионе. Однако в Лхасу Тибетское правительство пустить Пржевальского не хотело, а местное население было настолько возбуждено приближением иноверцев, что Пржевальский, перейдя через перевал Танг-Ла и находясь в ноябре 1879 года всего в 250 вёрстах от Лхасы, был вынужден вернуться в Ургу, куда и прибыл в октябре 1880 года. Было пройдено 7200 вёрст. В ходе этого путешествия, проходившего зачастую в экстремальных природных условиях, Пржевальский проводил такие же научные исследования, как и в предыдущих экспедициях.
В начале января 1881 года Пржевальский прибыл в Санкт-Петербург. Был торжественно встречен членами Императорского русского географического общества (во главе с вице-председателем П. П. Семёновым), другими официальными лицами — офицерами Генерального штаба, академиками, учёными, журналистами; был избран почётным членом географического общества. Все члены его экспедиции были отмечены царскими наградами — повышением в чинах, орденами, денежными выплатами, нижние чины, за храбрость в стычке с местными бандитами, — Знаками отличия Военного ордена. Днём Пржевальский принимал гостей или делал визиты, вечером — приводил в порядок свою коллекцию. Читал публичные лекции. По просьбе Государыни Императрицы сделал сообщение о своём путешествии в Центральную Азию Наследнику Цесаревичу. Принёс в дар Зоологическому музею Академии наук богатейшую коллекцию позвоночных животных, выставка которой была открыта в марте 1881 года.
В 1881—1883 и 1886—1887 годах в Санкт-Петербурге проживал в меблированных комнатах И. Ц. Лошевич (Столярный переулок, 6).
В мае 1881 года уехал из Санкт-Петербурга в своё имение Отрадное. В июне того же года приобрёл в Смоленской губернии, вдалеке от городов, в глуши, среди лесов, обширное имение Слободу: 2080 десятин земли, 700 десятин леса, озёра (западная часть озера Сапшо с островом), усадьба с винокурней. В Слободе Пржевальский отдыхал, охотился, усиленно трудился над описанием своего последнего путешествия, которое к концу декабря 1882 года было закончено. В январе 1883 года Пржевальский отправился в Санкт-Петербург, где в мае 1883 года была напечатана и выпущена его книга «Из Зайсана через Хами в Тибет и в верховье Жёлтой реки», встреченная с большим интересом как в отечественных, так и в зарубежных научных и литературных кругах. Были опубликованы первые сведения о новом виде лошади, ранее неизвестном науке, позднее названном в его честь (Equus przewalskii). С 1882 года полковник Пржевальский был сверхштатным членом Военно-учёного комитета Главного штаба Русской императорской армии.

#### Четвёртое путешествие в Центральную Азию (1883—1885)

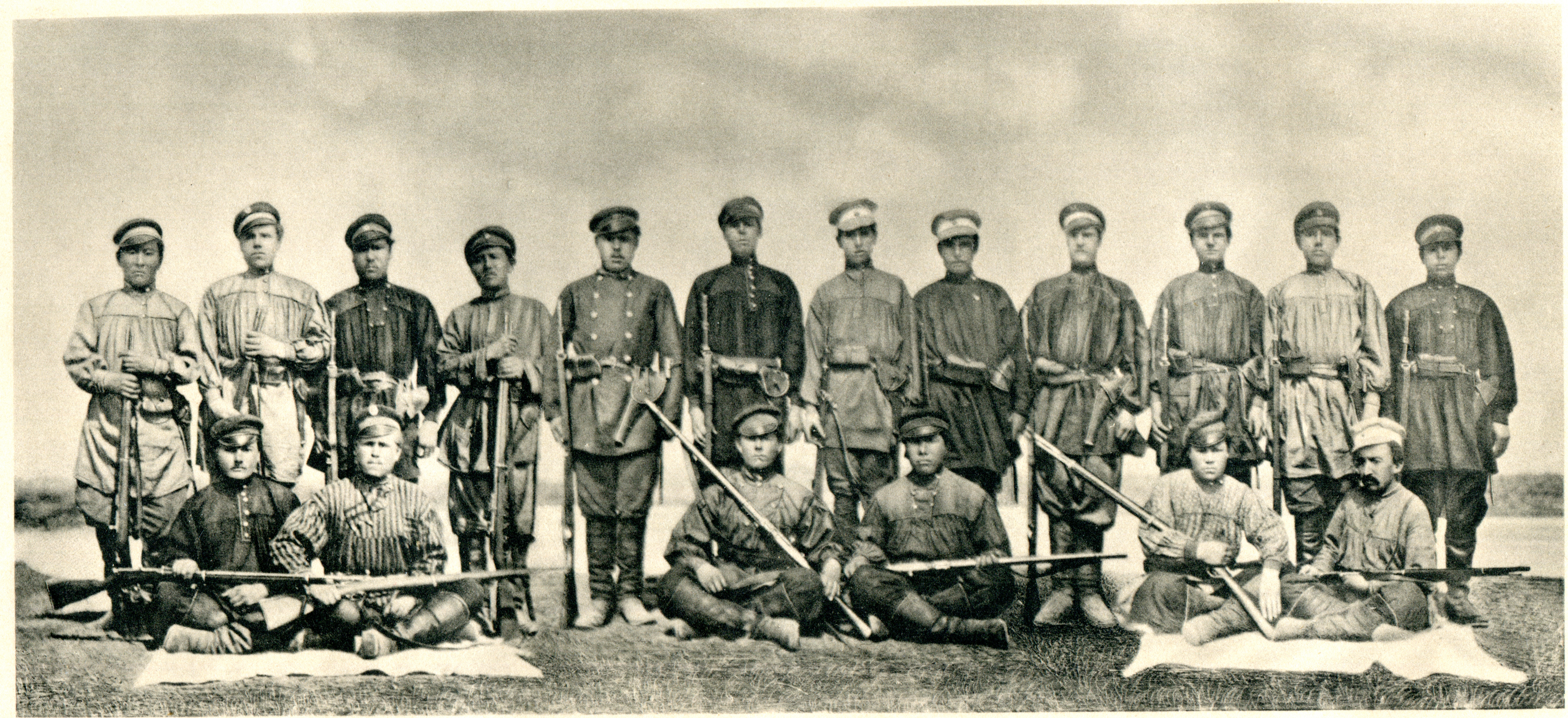
Конвой 4-й экспедиции Н. М. Пржевальского. Сидят (слева направо): Нефедов, Иванов, Перевалов, Соковников, Полуянов, Юсупов. Стоят (слева направо): Иринчинов, Безсонов, Добрынин, Дорджеев, Хлебников, Блинков, Протопопов, Телешов, Родионов, Жарников, Жаркой, Максимов. Фото В. И. Роборовского.

В апреле 1883 года Пржевальскому стало известно, что он в очередной раз будет командирован в Тибет на два года. В начале августа 1883 года Пржевальский выехал из Петербурга и в конце сентября того же года прибыл в Кяхту. В его подчинении были подпоручик Роборовский, вольноопределяющийся 2-го пехотного Софийского Его Величества полка Пётр Козлов, один переводчик, 7 нижних чинов и 9 казаков, причём всем нижним чинам время нахождения в экспедиции засчитывалось за действительную военную службу. Из армейских складов экспедиции были выданы в необходимом количестве винтовки, пистолеты, 16 тысяч боевых патронов, патронташи, винтовочный порох для охоты. На время экспедиции, по отношению к своим подчинённым, полковник Пржевальский пользовался дисциплинарными правами командира полка.
В конце октября 1883 года, возглавив хорошо вооружённый и обученный меткой стрельбе экспедиционный отряд из 21 человека (включая переводчика и прислугу), Пржевальский из Кяхты двинулся через Ургу, верхом на верблюдах, по изведанному ранее маршруту, на Тибетское нагорье, где в крайне тяжёлых климатических условиях исследовал истоки Жёлтой реки и водораздел между Жёлтой и Голубой рекой, оттуда прошёл через Цайдамскую котловину к озеру Лоб-Нор и в начале ноября 1885 года прибыл в город Каракол, завершив путешествие. Во время путешествия, летом 1884 года, в верховьях реки Хуанхэ, местное население (тангуты) встретило экспедиционный отряд враждебно, совершая обстрелы и вооружённые нападения на путешественников. За отличия в отражении этих нападений все солдаты экспедиционного отряда были произведены полковником Пржевальским в унтер-офицеры, а казаки — в урядники. В Восточном Туркестане, в 1885 году, работе экспедиции всячески мешала местная китайская администрация, запрещая туземному населению общаться с путешественниками и помогать им.
По окончании командировки, в середине января 1886 года, Пржевальский прибыл в Санкт-Петербург. Его заслуги были высоко оценены Государем Императором: 22 января 1886 года Пржевальский был произведён в генерал-майоры Генерального штаба, продолжая быть сверхштатным членом Военно-учёного комитета Главного штаба Русской императорской армии. Все участники экспедиции были удостоены наград: орденов, денежных выплат, прибавок к пожизненным пенсиям; нижние чины, кроме денежных выплат, были награждены также Знаками отличия Военного ордена.
Тревожная и суматошливая жизнь Санкт-Петербурга, которую Пржевальский так не любил и всегда избегал её, весьма тяготила его, однако он вынужден был находиться там и читать публичные лекции о своём путешествии — в библиотеке Главного штаба, в зале Городской Думы. Кроме того, ему было поручено написать свои соображения о возможности войны с Китаем и о действиях, как в самой Кашгарии, так и со стороны Кашгарии.
В середине марта 1886 года Пржевальский оставил Санкт-Петербург и прибыл в своё имение Слободу на отдых, — охотился, занимался своим хозяйством. В мае того же года он был вызван в Санкт-Петербург для присутствия в особом комитете по обсуждению принятия мер на случай войны с Китаем. На совещании выступил с докладом и представил записку под заглавием «Новые соображения о войне с Китаем»; мнение генерал-майора Пржевальского на совещании имело решающее значение.
В начале июля 1886 года Пржевальский снова вернулся в Слободу, где, продолжая отдыхать, написал статью «Очерки современного положения Центральной Азии», опубликованную в декабре того же года.
С ноября 1886 по февраль 1887 года находился в Санкт-Петербурге, — в декабре присутствовал на торжественном заседании Академии наук; подарил музею Академии наук свои уникальные ботанические и зоологические коллекции, выставка которых была открыта для публики в начале февраля 1887 года.
В начале марта 1887 года прибыл в Слободу и занялся описанием своего последнего путешествия, одновременно — обустройством усадьбы (летом 1887 года в имении был построен новый просторный дом с отличной мебелью). Создавать свою семью Николай Михайлович Пржевальский не планировал, женатым никогда не был.
Книга Пржевальского под названием «Четвёртое путешествие в Центральной Азии. От Кяхты на истоки Жёлтой реки. Исследования северной окраины Тибета и путь через Лоб-Нор по бассейну Тарима», написанная по материалам его четвёртого путешествия и посвящённая Государю Наследнику Цесаревичу, была издана Академией наук в начале августа 1888 года.

#### Пятое путешествие в Центральную Азию (1888)
В начале марта 1888 года Пржевальский приехал из Слободы в Санкт-Петербург и представил программу своего будущего (пятого) путешествия в Тибет сроком на два года. Планировал выйти из Каракола осенью 1888 года, во главе хорошо вооружённого и обученного отряда из 28 военнослужащих, через Тянь-Шань — на Аксу и по Хотанской реке в Хотан, далее через Керию в Черчен и в Гас. Весной и летом 1889 года исследовать северо-западный Тибет к югу и юго-западу от Гаса и в начале осени двинутся к Лхасе (Хлассе). Если в Лхасе встретят недружелюбно — вернуться в Цайдам и весной и летом 1890 года, смотря по обстоятельствам, исследовать северо-восточный или западный Тибет, и завершить путешествие поздней осенью 1890 года.
Китайское правительство отказалось выдать паспорт на путешествие, указывая на многочисленность конвоя, невозможность обеспечить безопасность путешественников и подозрительность туземцев относительно европейцев вообще. Недовольство новым путешествием в Тибет высказывало и правительство Великобритании. В английских политических сферах усматривали в экспедиции генерала Пржевальского политическое, а может быть, даже военное значение, и полагали, что она будет предпринята с целью создания новых затруднений для Англии. Однако в конце августа 1888 года, по настоянию русского посланника в Пекине, был получен от китайского правительства паспорт на путешествие в Тибет, ограничивающий число конвоя 16-ю человеками, и охранный лист на имя генерал-майора Пржевальского.
В конце августа 1888 года Пржевальский выехал из Санкт-Петербурга и, вниз по Волге, затем — по Закаспийской железной дороге, через Самарканд, двинулся к русско-китайской границе. В начале октября 1888 года, прибыв в Пишпек, решил поохотиться на фазанов в долине реки Чу. Во время охоты, выпив (вопреки собственным предписаниям) речной воды, заразился брюшным тифом. По прибытии 10 октября 1888 года в Каракол Пржевальский окончательно слёг и 14 октября был помещён на лечение в барак Каракольского местного лазарета, где и скончался 20 октября 1888 года.

Музей Н. М. Пржевальского в пгт Пристань-Пржевальск, Кыргызстан

26 октября 1888 года, с разрешения командующего войсками Омского военного округа, Пржевальский был похоронен на берегу озера Иссык-Куль. Выполняя последнюю волю покойного, место для его праха выбрали ровное, на восточном обрывистом берегу озера, между устьями рек Каракол и Карасуу, в 12 километрах от города Каракол. Из-за твёрдости грунта могилу копали солдаты и казаки два дня; тело было положено в два гроба: один деревянный, а другой, железный, — для внешней стороны.
11 марта 1889 года, с соизволения Государя Императора, город Каракол был переименован в город Пржевальск. В 1894 году Пржевальскому, рядом с его могилой, был установлен и торжественно открыт величественный памятник в виде бронзового орла на гранитном постаменте. 

## Сочинения
- Путешествие в Уссурийском крае Архивная копия от 20 июня 2010 на Wayback Machine 1867—1869 г.: с карт. Уссурийского края / сочинение Н. Пржевальского, д. чл. Рус. геогр. о-ва. — Санкт-Петербург : изд. авт., 1870.
- Путешествие в Уссурийском крае. 1867—1869. — Владивосток: Тихоокеанское изд-во «Рубеж», 2022. — 448 с. — (Арсеньевская библиотека; вып. 1)
- Монголия и страна тангутов : трехлетнее путешествие в восточной нагорной Азии : т. 1-2 / [сочинение] Н. Пржевальского, подполковника Генерального штаба, действительного члена Императорского Русского географического общества. — Санкт-Петербург : издание Императорского Русского географического общества, 1875—1876[14].
- От Кульджи за Тянь-Шань и на Лоб-Нор : Извлеч. из отчета д. чл. Рус. геогр. о-ва, подполк. Ген. штаба Н. М. Пржевальского. — [Санкт-Петербург] : тип. В. Безобразова и К°, [1877]. — 14 с.; 24.
- Из Зайсана через Хами в Тибет и на верховья Жёлтой реки : 3-е путешествие в Центр. Азии / [Соч.] Н. М. Пржевальского. — Санкт-Петербург : Рус. геогр. о-во, 1883. — [6], II, IV, 476 с., 110 л. ил., карт. : ил.; 30.
- Четвёртое путешествие в Центральной Азии: От Кяхты на истоки Жёлтой реки, исследование северной окраины Тибета и путь через Лоб-нор по бассейну Тарима. — 1-е изд. — СПб.: Тип. В.С. Балашева, 1888. — II, III, 537 с.

В советское время сочинения Пржевальского переиздавались под заголовком «Путешествия в Центральной Азии».

## Научные заслуги
Николай Михайлович Пржевальский, посвятив себя всецело изучению Центральной Азии и её природы, провёл там, в общей сложности, 9 лет 2 месяца и 27 дней, прошёл 29 585 вёрст (а включая его путешествия по Уссурийскому краю — 31 185 вёрст). Во время всех своих путешествий (экспедиций) Н. М. Пржевальский проводил строго научные исследования по одной и той же программе, состоящей из военно-глазомерной съёмки (с применением буссоли и компаса, результаты которой выносились на планшеты в виде схематической карты местности), астрономического определения широт главнейших пунктов местности (малым универсальным инструментом Бауэра), определений высот местности барометром, метеорологических наблюдений, специальных наблюдений над млекопитающими и птицами, собирания этнографических данных и коллекций — зоологических, ботанических и отчасти геологических. Кроме того, из третьего путешествия Николай Михайлович привез собрание рисунков — видов местности, а из четвёртого — фотографических снимков интереснейших видов местности и типов местного населения. Во время экспедиций Пржевальский вёл дневники, куда записывались результаты натурных наблюдений. Всего оставил 18 дневников — толстых тетрадей, по которым были написаны все его сочинения о путешествиях.
Крупнейшими заслугами Пржевальского является географическое и естественно-историческое исследование горной системы Куньлуня, хребтов Северного Тибета, бассейнов Лобнора и Кукунора и истоков Жёлтой реки. Кроме того, он открыл целый ряд новых форм животных: дикий верблюд, лошадь Пржевальского, ряд новых видов других млекопитающих, а также собрал огромные зоологические и ботанические коллекции, заключающие в себе много новых форм, в дальнейшем описанных специалистами. Академия наук и учёные общества всего света приветствовали открытия Пржевальского. Петербургская Академия наук наградила Пржевальского медалью с надписью: «Первому исследователю природы Центральной Азии». За все четыре путешествия было собрано:
|                              | виды | экз.          |
| ---------------------------- | ---- | ------------- |
| Млекопитающих                | 115  | 703           |
| Птиц                         | 425  | 5000          |
| Яиц птиц                     |      | около 400     |
| Пресмыкающихся и земноводных | 50   | 1200          |
| Рыб                          | 75   | 800           |
| Моллюсков                    | 20   | 400           |
| Насекомых                    |      | 10000         |
| Растений                     | 1700 | 15 000—16 000 |

Коллекция из третьего путешествия «с уку́пуркой» (в упаковке, брутто) весила более 100 пудов (1600 кг), из четвертого и того больше.
По мнению А. И. Воейкова, Пржевальский был одним из крупнейших климатологов XIX века.

## Характеристика личности
Пржевальский обладал феноменальной зрительной памятью, что позволяло ему не только запоминать и цитировать наизусть книги, но и успешно выигрывать в карты крупные суммы.
Также отмечается почти болезненная страсть Пржевальского к путешествиям (на грани с бродяжничеством) и невыносимость оседлой жизни.
В молодости он бежал от женского общества, считая, что женщины занимаются исключительно пересудами о достоинствах и недостатках своих знакомых и общественных деятелей. Жены и детей у Пржевальского не было.
В целом наблюдался грубоватый характер, который поражал окружающих, неприятие условностей жизни, отсутствие интереса к театру, художественной литературе, стремление к одиночеству.
В любых условиях ежедневно Н. М. Пржевальский вёл дневник, который лёг в основу его книг. Н. М. Пржевальский обладал ярким писательским даром, который он выработал упорным и систематическим трудом. В то же время он часто пренебрежительно отзывался о китайцах как о нации и отстаивал необходимость империалистического проникновения России в Восточный Туркестан и на другие территории Цинской империи, подталкивая Россию к войне с Китаем. 
После получения известия о смерти Пржевальского популярная газета «Новое время» поместила некролог без подписи, написанный Чеховым, где говорилось, что покойный «стоит десятка учебных заведений и сотни хороших книг».

## Признание
- Прапорщик (24.11.1856)[24]
- Подпоручик (1859)
- Поручик (05.06.1863)[25]
- Штабс-капитан (31.03.1865; с 17.11.1866 — причислен к Генеральному Штабу)[26]
- Капитан (1869)[11]
- Зачислен в состав офицеров Генерального Штаба в чине штабс-капитана (02.10.1869)[11]:
  - Генерального штаба штабс-капитан (старшинство в чине — с 26.01.1869)[27]
  - Генерального штаба капитан (28.03.1871)[28]
  - Генерального штаба подполковник (22.03.1874)
  - Генерального штаба полковник (27.03.1877)
  - Генерального штаба генерал-майор (22.01.1886; старшинство — с 06.05.1887)

Государственные награды:
- Медаль «За усмирение польского мятежа» (1865)
- Орден Святого Станислава 3-й степени (1866)[29]
- Орден Святой Анны 3-й степени (1866)[30] (1869?)
- Австрийский орден Леопольда 3-го класса, — кавалерский (рыцарский) крест (1874)[29]
- Орден Святого Владимира 4-й степени (1878)[31]
- Орден Святого Владимира 3-й степени (1881)[12]
- Медаль «В память коронации императора Александра III» (1883)

Награды научных учреждений и географических обществ:
- Малая серебряная медаль Императорского Русского географического общества за статью «Инородческое население Уссурийского края» (1869)
- Большая золотая Константиновская медаль Императорского Русского географического общества (1875; высшая награда общества)
- Почётная грамота Международного географического конгресса в Париже (1875)
- Золотой знак отличия «Palme d’Academie» («Пальма Академии») французского Министерства народного просвещения (1875)
- Золотая медаль Парижского географического общества (1876)
- Медаль имени Гумбольдта Берлинского географического общества (1878)
- Королевская медаль Лондонского географического общества (1879)
- Медаль «Вега» Стокгольмского географического общества (1884)
- Большая золотая медаль Итальянского географического общества (1885)
- Именная золотая медаль от Императорской Академии наук с надписью: «Первому исследователю природы Центральной Азии» (1886)

- Почётный член Императорской Академии наук и Императорского Ботанического сада (1878)
- Член-корреспондент Берлинского географического общества (1878)
- Почётный член Императорского Русского географического общества (1880)
- Почётный гражданин Санкт-Петербурга (1881)
- Почётный гражданин Смоленска (1881)
- Почётный доктор зоологии Императорского Московского университета (1881)
- Почётный член Императорского Санкт-Петербургского университета (1881)
- Почётный член Санкт-Петербургского общества естествоиспытателей (1881)
- Почётный член Уральского общества любителей естествознания (1881)
- Почётный член Венского географического общества (1881)
- Почётный член Венгерского географического общества (1882)
- Почётный член Итальянского географического общества (1885)
- Почётный член общества землеведения в Лейпциге (1886)
- Почётный член немецкой академии в Галле (1886)
- Почётный член Императорского российского общества садоводства (1886)
- Почётный член Московского общества любителей естествознания, антропологии и этнографии (1886)

## Память
В память об исследователе названы:

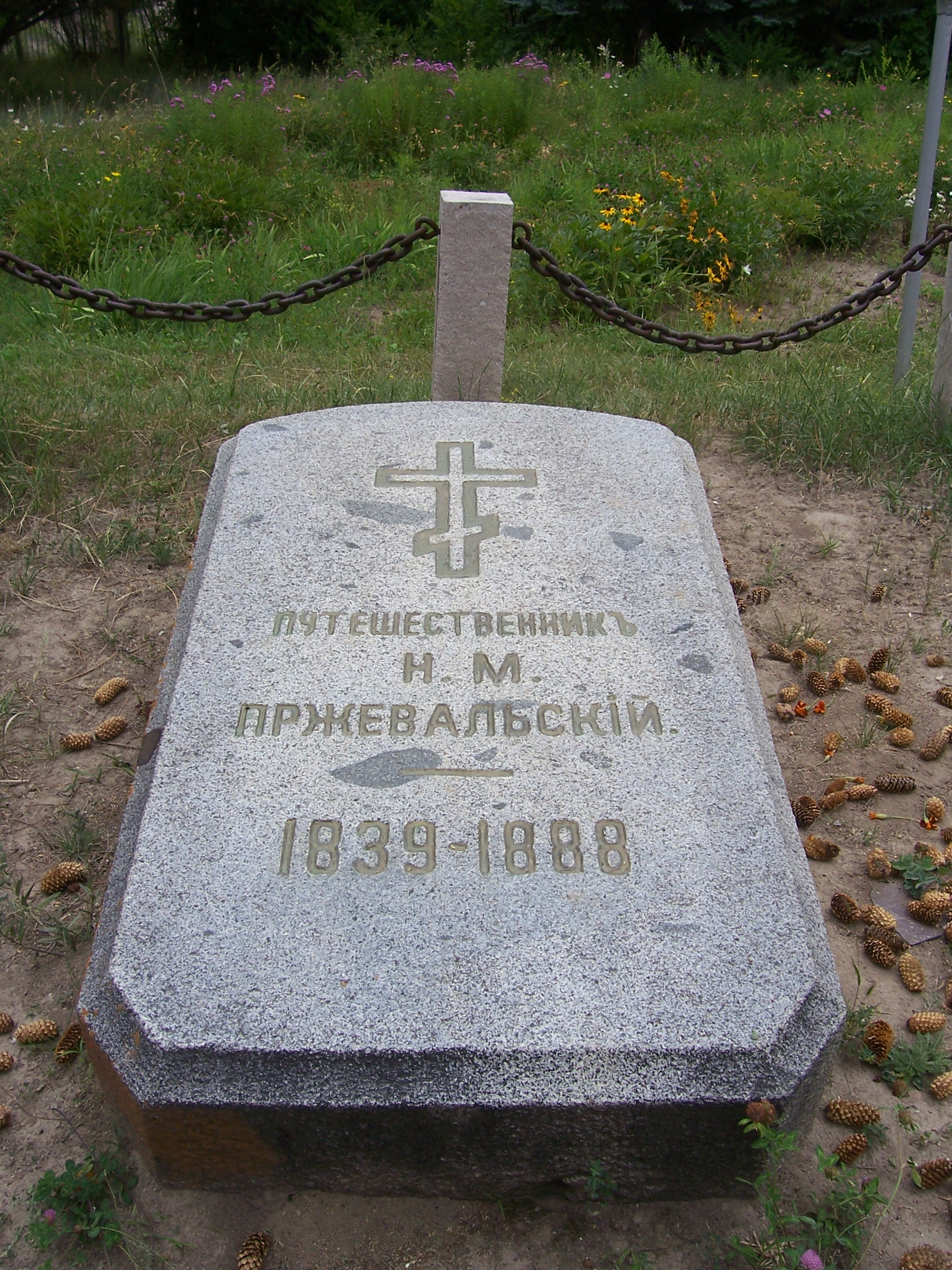
Могила Н. М. Пржевальского.

Памятник у могилы Н. М. Пржевальского в Пристань-Пржевальске

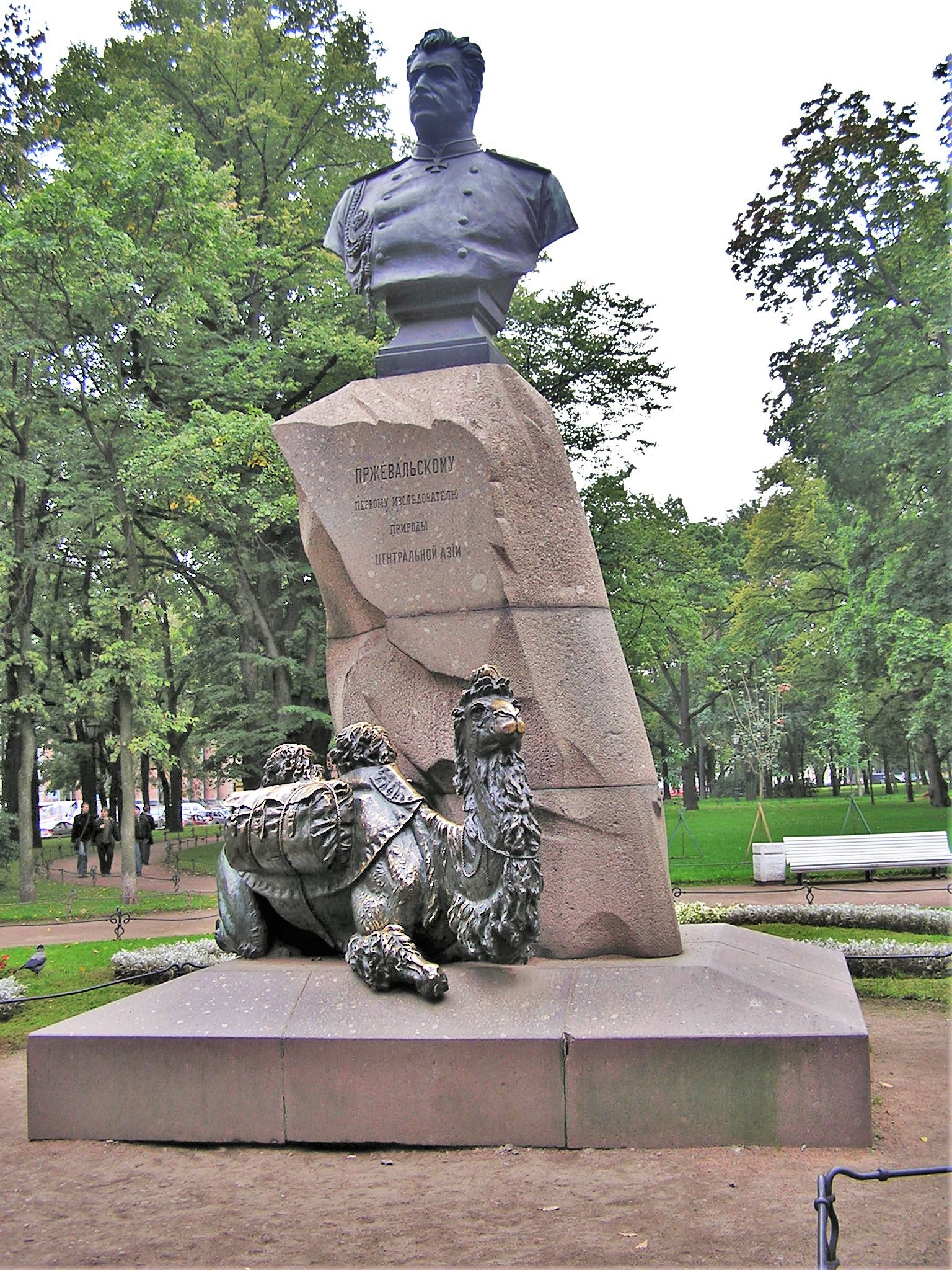
Памятник в Александровском саду Санкт-Петербурга

- 1886 — Хребет Пржевальского (горной системы Кунь-Лунь), открытый им
- Полуостров на острове Итуруп в Курильской гряде[32][33]
- мыс Пржевальского (Курильские острова, остров Итуруп)[33];
- ледник Пржевальского в Антарктиде (Земля Королевы Мод, 71°42′ ю.ш., 11°24′ в.д., открыт и нанесён на карту в 1961 г., название присвоено в 1966 г.)[33];
- Ледник на Алтае[34]
- Ледник в горном массиве Муста-Ата вблизи Иссык-Куля[34]
- Пик Пржевальского (6276 м) Меридианного хребта горной системы Тянь-Шань[35]
- Пик Пржевальского (4283 м) хребта Тескей Ала-Тоо горной системы Тянь-Шань[35].
- Горы Пржевальского в Приморском крае
- Пещера недалеко от города Находка и скальный массив в бассейне реки Партизанская
- Виды животных:
  - дзерен Пржевальского (Procapra przewalskii)
  - лошадь Пржевальского (Equus ferus przewalskii)
  - пеструшка Пржевальского (Eolagurus przewalskii)
  - песчанка Пржевальского (Brachiones przewalskii)
  - поползень Пржевальского (Sitta przewalskii)
  - сцинковый геккон Пржевальского
  - бабочка-сатирида (Hyponephene przewalskyi) Dubatolov, Sergeev et Zhdanko, 1994
- Виды растений:
  - бузульник Пржевальского (Ligularia przewalskii (Maxim.) Diels)
  - жузгун Пржевальского (Calligonum przewalskii Losinsk.)
  - лук Пржевальского ('Allium przewalskianum' Regel)
  - рогоз Пржевальского (Typha przewalskii Skvortsov)
  - шалфей Пржевальского (Salvia przewalskii Maxim.)
  - шлемник Пржевальского (Scutellaria przewalskii Juz.)
- Минерал Пржевальскит[кат.] — Pb(UO2)2•(PO4)2•4H2O — минерал подкласса фосфатов[36][37].

В честь Н. М. Пржевальского:
- 1891 — учреждена Медаль имени Н. М. Пржевальского и Премия Пржевальского Императорского Русского географического общества.
- Установлен мемориальный знак на месте его рождения.
- 1892 — воздвигнут памятник от ИРГО, по проекту А. А. Бильдерлинга, в Александровском саду в Санкт-Петербурга. Скульптор И. Н. Шредер[38].
- 1894 — воздвигнут памятник на его могиле по рисунку А. А. Бильдерлинга. Скульптор И. Н. Шредер. Рядом был организован музей жизни и деятельности Н. М. Пржевальского.
- 1901 — на доме № 6 Столярного переулка в Санкт-Петербурге установлена мраморная мемориальная доска: «В этом доме жил знаменитый путешественник Н. М. Пржевальский с 1881—1887». Архитектор: К. В. Бальди[39].
- Установлен бюст в поточной аудитории 2109 Географического факультета МГУ.
- В Музее землеведения МГУ (на 24 этаже Главного здания) установлен бюст Н. М. Пржевальского[40].
- В 1889—1922[41] и в 1939—1992 годах[42] город Каракол в Киргизии назывался Пржевальском.
- 1946 — учреждена золотая медаль имени Пржевальского
- 1951 — среди фильмов, созданных по заказу Сталина в разгар компании по борьбе с «безродными коспомолитами», Юткевичем был снят историко-биографический фильм «Пржевальский», где главного героя сыграл Сергей Папов.
- 1957 — открыт мемориальный музей Н. М. Пржевальского в поселке Пристань-Пржевальск.
- 1999 — Банк России выпустил пять монет, посвящённых Н. М. Пржевальскому и его экспедициям.
- В 2017 году в Смоленске на улице Дзержинского поставлен памятник: бронзовая статуя на гранитном постаменте[43].
- 25 августа 2022 года Совет муниципального образования Апшеронский район Краснодарского края по инициативе Краснодарского регионального отделения Русского географического общества принял решение о присвоении имени Н. М. Пржевальского Дому детского и юношеского туризма и экскурсий пгт Нефтегорска.
- В 2023 году Краснодарским региональным отделением Русского географического общества на здании Дома детского и юношеского туризма и экскурсий пгт Нефтегорска Апшеронского района Краснодарского края установлена мемориальная доска Н. М. Пржевальскому.

В честь Н. М. Пржевальского названы:
- Посёлок Пристань-Пржевальск в Кыргызстане.
- Посёлок Пржевальское в Смоленской области (бывшее имение Н. М. Пржевальского «Слобода»).
- Санаторий имени Н. М. Пржевальского в посёлке Пржевальское, Смоленской области.
- Улицы имени Пржевальского — в Москве, Минске, Иркутске, Смоленске и в других городах.
- Смоленская гимназия им. Н. М. Пржевальского.
- Краеведческий музей имени Н. М. Пржевальского (г. Каракол)
- Пассажирский теплоход проекта 860 Амурского речного пароходства.